# 32263 Kusnierkiewicz
32263 Kusnierkiewicz è un asteroide della fascia principale. Scoperto nel 2000, presenta un'orbita caratterizzata da un semiasse maggiore pari a 2,8087144 UA e da un'eccentricità di 0,0242774, inclinata di 2,69053° rispetto all'eclittica.